# Chrysotimus bilineatus
Chrysotimus bilineatus är en tvåvingeart som beskrevs av Octave Parent 1933. Chrysotimus bilineatus ingår i släktet Chrysotimus och familjen styltflugor. Inga underarter finns listade i Catalogue of Life.